# Муратбаево (Келесский район)
Муратбаево (каз. Мұратбаев) — село в Келесском районе Туркестанской области Казахстана. Входит в состав Актобинского сельского округа. Код КАТО — 515437700.

## Население
В 1999 году население села составляло 1611 человек (841 мужчина и 770 женщин). По данным переписи 2009 года, в селе проживали 1933 человека (1016 мужчин и 917 женщин).